# Emma (film 2020)
Emma. – brytyjska komedia romantyczno-kostiumowa z 2020 roku w reżyserii Autumn de Wilde. Adaptacja klasycznej powieści autorstwa Jane Austen pod tym samym tytułem.

## Obsada
- Anya Taylor-Joy jako Emma Woodhouse
- Johnny Flynn jako George Knightley
- Bill Nighy jako pan Woodhouse
- Mia Goth jako Harriet Smith
- Myra McFadyen jako pani Bates
- Josh O’Connor jako pan Elton
- Callum Turner jako Frank Churchhill
- Rupert Graves jako pan Weston
- Gemma Whelan jako pani Weston
- Amber Anderson jako Jane Fairfax
- Miranda Hart jako panna Bates
- Tanya Reynolds jako pani Elton
- Chloe Pirrie jako Isabella Knightley
- Rose Shalloo jako Hannah

## Odbiór

### Box office
Film Emma. przyniósł około 10 milionów dolarów z dystrybucji w Stanach Zjednoczonych i Kanadzie oraz ponad 15 i pół mln w pozostałych państwach; razem blisko 26 milionów przychodu z biletów, przy budżecie szacowanym na dziesięć.

### Ocena w mediach
Film spotkał się z pozytywną reakcją krytyków. W agregatorze recenzji Rotten Tomatoes 87% z 233 recenzji jest pozytywnych, a średnia ocen wystawionych na ich podstawie wyniosła 7,28 na 10. Z kolei w agregatorze Metacritic średnia ważona ocen z 47 recenzji wyniosła 71 punktów na 100.